# Вітторіо Альф'єрі
Альф'єрі Вітторіо (італ. Vittorio Alfieri; 16 січня 1749, Асті — 8 жовтня 1803, Флоренція) — італійський письменник, основоположник класичної драми в Італії.

## Творча діяльність
Суперечливі погляди Альф'єрі виражені в драмах, спрямованих проти тиранів: «Змова Пацці» (1779), «Брут старший» (1787), «Брут молодший» (1788) тощо, в яких раціоналізм, просвітительство, ідея об'єднання країни поєднувалися з ідеями аристократичної республіки. Пізніше А. виступав проти якобінців. Писав вірші, публіцистичні й теоретичні трактати («Про тиранію», 1777; «Про монарха й літературу», 1778—86), а також мемуари, цікаві як виразний документ епохи.

## Твори
- «Змова Пацці» (1779)
- «Брут старший» (1787)
- «Брут молодший» (1788)
- «Про тиранію» (1777)
- «Про монарха й літературу» (1778–1786)